# Cantonul Les Pieux
Cantonul Les Pieux este un canton din arondismentul Cherbourg-Octeville, departamentul Manche, regiunea Basse-Normandie, Franța.

## Comune
| Comune                    | Populație (1999) | Cod poștal | Cod INSEE |
| ------------------------- | ---------------- | ---------- | --------- |
| Benoîtville               | ...              | 50340      | 50045     |
| Bricquebosq               | ...              | 50340      | 50083     |
| Flamanville               | ...              | 50340      | 50184     |
| Grosville                 | ...              | 50340      | 50222     |
| Héauville                 | ...              | 50340      | 50238     |
| Helleville                | ...              | 50340      | 50240     |
| Pierreville               | ...              | 50340      | 50401     |
| Les Pieux                 | ...              | 50340      | 50402     |
| Le Rozel                  | ...              | 50340      | 50442     |
| Saint-Christophe-du-Foc   | ...              | 50340      | 50454     |
| Saint-Germain-le-Gaillard | ...              | 50340      | 50480     |
| Siouville-Hague           | ...              | 50340      | 50576     |
| Sotteville                | ...              | 50340      | 50580     |
| Surtainville              | ...              | 50270      | 50585     |
| Tréauville                | ...              | 50340      | 50604     |